# 袁奭
袁奭，字元明，陈郡（今河南省淮阳县）人，南北朝末年政治人物。
袁奭本来是南梁人，南梁司空袁昂之孙。父亲袁君方，梁朝侍中。陈霸先建立南陈，取代南梁。南梁宗室萧庄在长江中游称帝，以袁奭担任侍中，派他朝觐北齐，朱才作为副手。萧庄失败后，袁奭留在邺城。担任琅邪王高儼大将军谘议。北齐设立文林馆，祖珽推荐袁奭以中散大夫的身份进入馆中编纂书籍，入馆，升为太中大夫。